# Остриця (Магальська сільська громада)
О́стри́ця — село в Україні, у Магальській сільській громаді Чернівецького району Чернівецької області.

## Історія
1946 року Указом ПВС УРСР село Котул-Остриця перейменовано на Остриця.
З 24 серпня 1991 року село входить до складу незалежної України.

## Населення
Населення становить 2368 осіб за даними перепису 2001 року.

### Мова
Розподіл населення за рідною мовою за даними перепису 2001 року:
| Мова            | Кількість | Відсоток |
| --------------- | --------- | -------- |
| румунська       | 2327      | 98.27%   |
| українська      | 34        | 1.44%    |
| російська       | 6         | 0.25%    |
| інші/не вказали | 1         | 0.04%    |
| Усього          | 2368      | 100%     |